# 佐藤洋
佐藤 洋（さとう ひろし、1962年6月9日 - ）は、宮城県出身の元プロ野球選手（内野手）、野球指導者。

## 来歴・人物
東北高校では、同期のエース中条善伸らと甲子園に4回出場。2年生時の1979年春の選抜には三塁手として出場。1回戦で下関商に敗れる。同年夏の選手権も1回戦で済々黌高に大敗。
1980年春の選抜では二塁手に回り、2回戦（初戦）で松江商を降したが、準々決勝で丸亀商に惜敗。同年夏の選手権は再び三塁手に戻り、1回戦で瓊浦高のエース本西厚博を打ち崩し勝利。2回戦では後関昌彦のいた習志野高を完封で降すが、3回戦で浜松商に逆転負け。中条以外の高校同期に一塁手の安部理がいた。
卒業後は電電東北に入社、強肩を活かし捕手に転向する。
1983年の都市対抗に出場、1回戦で九州産交を降す。2回戦では東芝の川端順から適時三塁打を放つが、投手陣が打ち込まれ敗退した。
1984年のドラフト4位で読売ジャイアンツに指名され入団、内野手に転向した。
1987年に一軍初出場。
1991年に13試合、翌年には7試合に二塁手、三塁手として先発出場を果たす。投手、捕手以外のすべてのポジションをこなした。
1994年を最後に引退した。
その後、臨時コーチ等でアマチュア野球の指導に関わる。マスターズリーグの東京ドリームスの選手としてプレーした。モルツ球団の試合にもサポート参加している。
埼玉県で少年野球教室を開いている。
2022年8月1日付で、母校東北高校の野球部監督に就任。丸刈りにしなくてもいい、練習中にユニフォームを着なくてもいい、練習中に音楽を流してもいい、など、高校野球らしからぬ指導方針をとった。就任1年目にして秋季東北地区高校野球宮城県大会で優勝し、同校12年振りとなる選抜高校野球大会出場を決めた。
2025年8月4日に東北高校は8月1日付で元監督の我妻敏が復帰し、佐藤は監督を退任した事を発表した。

## 詳細情報

### 年度別打撃成績
| 年 度     | 球 団     | 試 合 | 打 席 | 打 数 | 得 点 | 安 打 | 二 塁 打 | 三 塁 打 | 本 塁 打 | 塁 打 | 打 点 | 盗 塁 | 盗 塁 死 | 犠 打 | 犠 飛 | 四 球 | 敬 遠 | 死 球 | 三 振 | 併 殺 打 | 打 率 | 出 塁 率 | 長 打 率 | O P S |
| --------- | --------- | ----- | ----- | ----- | ----- | ----- | -------- | -------- | -------- | ----- | ----- | ----- | -------- | ----- | ----- | ----- | ----- | ----- | ----- | -------- | ----- | -------- | -------- | ----- |
| 1987      | 巨人      | 2     | 1     | 1     | 0     | 0     | 0        | 0        | 0        | 0     | 0     | 0     | 0        | 0     | 0     | 0     | 0     | 0     | 1     | 0        | .000  | .000     | .000     | .000  |
| 1988      | 巨人      | 27    | 17    | 14    | 3     | 1     | 0        | 0        | 0        | 1     | 0     | 1     | 0        | 0     | 0     | 2     | 0     | 1     | 5     | 0        | .071  | .235     | .071     | .307  |
| 1989      | 巨人      | 3     | 2     | 2     | 0     | 0     | 0        | 0        | 0        | 0     | 0     | 0     | 0        | 0     | 0     | 0     | 0     | 0     | 1     | 0        | .000  | .000     | .000     | .000  |
| 1990      | 巨人      | 1     | 4     | 4     | 0     | 0     | 0        | 0        | 0        | 0     | 0     | 0     | 0        | 0     | 0     | 0     | 0     | 0     | 0     | 0        | .000  | .000     | .000     | .000  |
| 1991      | 巨人      | 30    | 56    | 52    | 9     | 17    | 2        | 1        | 1        | 24    | 4     | 1     | 0        | 1     | 0     | 2     | 1     | 1     | 11    | 1        | .327  | .364     | .462     | .825  |
| 1992      | 巨人      | 34    | 52    | 45    | 4     | 12    | 2        | 0        | 0        | 14    | 2     | 1     | 0        | 3     | 0     | 3     | 1     | 1     | 10    | 3        | .267  | .327     | .311     | .638  |
| 通算：6年 | 通算：6年 | 97    | 132   | 118   | 16    | 30    | 4        | 1        | 1        | 39    | 6     | 3     | 0        | 4     | 0     | 7     | 2     | 3     | 28    | 4        | .254  | .313     | .331     | .643  |

### 記録
- 初出場：1987年4月14日、対ヤクルトスワローズ1回戦（明治神宮野球場）、8回裏に中畑清に代わり三塁手として出場
- 初打席：1987年4月15日、対ヤクルトスワローズ2回戦（明治神宮野球場）、3回表に木下智裕の代打として出場、矢野和哉の前に三振
- 初盗塁：1988年4月17日、対中日ドラゴンズ3回戦（ナゴヤ球場）、8回表に二盗（投手：三浦将明、捕手：中村武志）
- 初安打：1988年8月16日、対広島東洋カープ21回戦（東京ドーム）、8回裏に角三男の代打として出場、北別府学から
- 初先発出場：1988年9月16日、対横浜大洋ホエールズ23回戦（東京ドーム）、7番・一塁手として先発出場
- 初打点：1991年6月25日、対ヤクルトスワローズ12回戦（松本市野球場）、2回裏に石毛博史の代打として出場、加藤博人から内野ゴロの間に記録
- 初本塁打：1991年9月3日、対ヤクルトスワローズ23回戦（明治神宮野球場）、5回表に内山憲一からソロ

### 背番号
- 40 （1985年 - 1994年）